# Иссерлин, Евгения Марковна
Евгения Марковна Иссерлин (2 февраля 1906 года, Санкт-Петербург — 10 октября 1994 года, там же) — советский лингвист, специалист в области исторической лексикологии, диалектологии и истории русского языка. Доктор филологических наук (1961), профессор (1962) Ленинградского филиала Московского полиграфического института.

## Биография
Родилась в Санкт-Петербурге в семье зубного врача Мордуха Исеровича (Марка Исидоровича) Иссерлина (1865—1929), уроженца Вильны. Отец был представителем акционерных обществ «Феникс» и «Рижский прокатный завод». Дед — Исер Хаимович Иссерлин (1835—1917), и дядя — Яков Исидорович Иссерлин (1881—?), купцы первой гильдии, владели торговым предприятием по распространению железа с конторами на Кременчугской улице, дом № 3 и Тележной улице, дом № 6 (Я. И. Иссерлину к 1917 году принадлежал бывший доходный дом Б.-Х. М. Яполутер на 7-й Рождественской улице, 36). Семья жила на Гончарной улице, дом № 20.
В 1927 году окончила словесное отделение Высших курсов при Государственном институте истории искусства. В 1945 году защитила кандидатскую диссертацию на тему «Говоры Пензенской области», в 1961 году — докторскую диссертацию «Лексика русского литературного языка второй половины XVII в. (по материалам переводных и др. памятников „среднего стиля“)».
Работала внештатно с 1934 года в Институте языка и мышления, с 1940 года зачислена в штат как редактор «Словаря древнерусского языка». В словаре работала в качестве выборщика, расписав для картотеки ряд исторических источников (около 4 500 карточек), была автором словарных статей, выступала с докладами по истории отдельных слов. В годы войны находилась в эвакуации в Пензе.
С 1945 года работала старшим научным сотрудником Словарного сектора Института русского языка, а в 1949 году была переведена в группу Словаря современного русского литературного языка (Большой академический словарь, БАС), но вскоре уволилась.
После увольнения из научного института до 1973 года была преподавателем в Ленинградском филиале Московского полиграфического института, с 1962 года — профессором этого института. По совместительству преподавала в Псковском педагогическом институте.
Похоронена на Преображенском еврейском кладбище.

## Семья
- Муж (с 1930 года) — Лев Васильевич Пумпянский (1891—1940), литературовед и музыковед[7][8].
- Брат — Сигизмунд (Семён) Маркович Иссерлин (1894—1955), театровед, директор Театра имени М. Горького в Ростове-на-Дону.
  - Племянник — Александр Семёнович Иссерлин, учёный в области газового топлива, горения и газовой техники.

## Основные труды
- Иссерлин Е. М. Лексика русского литературного языка XVII века (Материалы к курсу "История русского литературного языка"). — М., 1961. — 80 с.
- Иссерлин Е. М. История слова красный // Русский язык в школе. — 1951.
- Иссерлин Е. М. Когда и как появилась крыша // Учен. зап. ЛГУ: Серия филологических наук – вып. 40. — 1960.
- Иссерлин Е. М. (отв. ред. и сост.). Лексика и фразеология "Моления" Даниила Заточника. — Л.: ЛГУ, 1981.